# El Negrito
El Negrito é uma cidade de Honduras localizada no departamento de Yoro.